# Макіївка-Пасажирська
Макі́ївка-Пасажи́рська — пасажирська залізнична станція Донецької дирекції Донецької залізниці на лінії Ясинувата-Пасажирська — Кринична.

## Загальні відомості
Розташована у Кіровському районі Макіївки, Макіївська міська рада, Донецької області, між станціями Ясинувата (4 км) та Кринична (7 км). Головна станція Макіївки.
Станція оснащена двома пасажирськими платформами, залою очікування, приміською касою, касою далекого прямування й касою попереднього продажу квитків.

## Пасажирське сполучення
Пасажирські поїзди, що зупинялися на станції та вирушали до 2014 року в такі міста:
- Москва
- Санкт-Петербург
- Київ
- Баку
- Мінськ
- Харків
- Дніпро
- Одеса
- Ростов-на-Дону
- Львів та інші міста СНД

Приміське сполучення з'єднує Макіївку з такими містами:
- Горлівка
- Дебальцеве
- Іловайськ тощо[1].

## Послуги вокзалу
- Збереження речей у стаціонарних камерах схову
- Надання телефонного зв'язку
- Попередження про зміну станції посадки пасажиру
- Платна інформація.

## Вихід у місто
Вихід у місто здійснюється з південної сторони вокзалу на Привокзальну площу. Найближча вулиця — квартал Залізничний. 
Від Привокзальної площі вирушають маршрутні таксі за маршрутами:
- № 55 Залізничний вокзал — Молокозавод
- № 61 Залізничний вокзал — Холодна Балка.

Найближча автостанція — Даки.

## Галерея

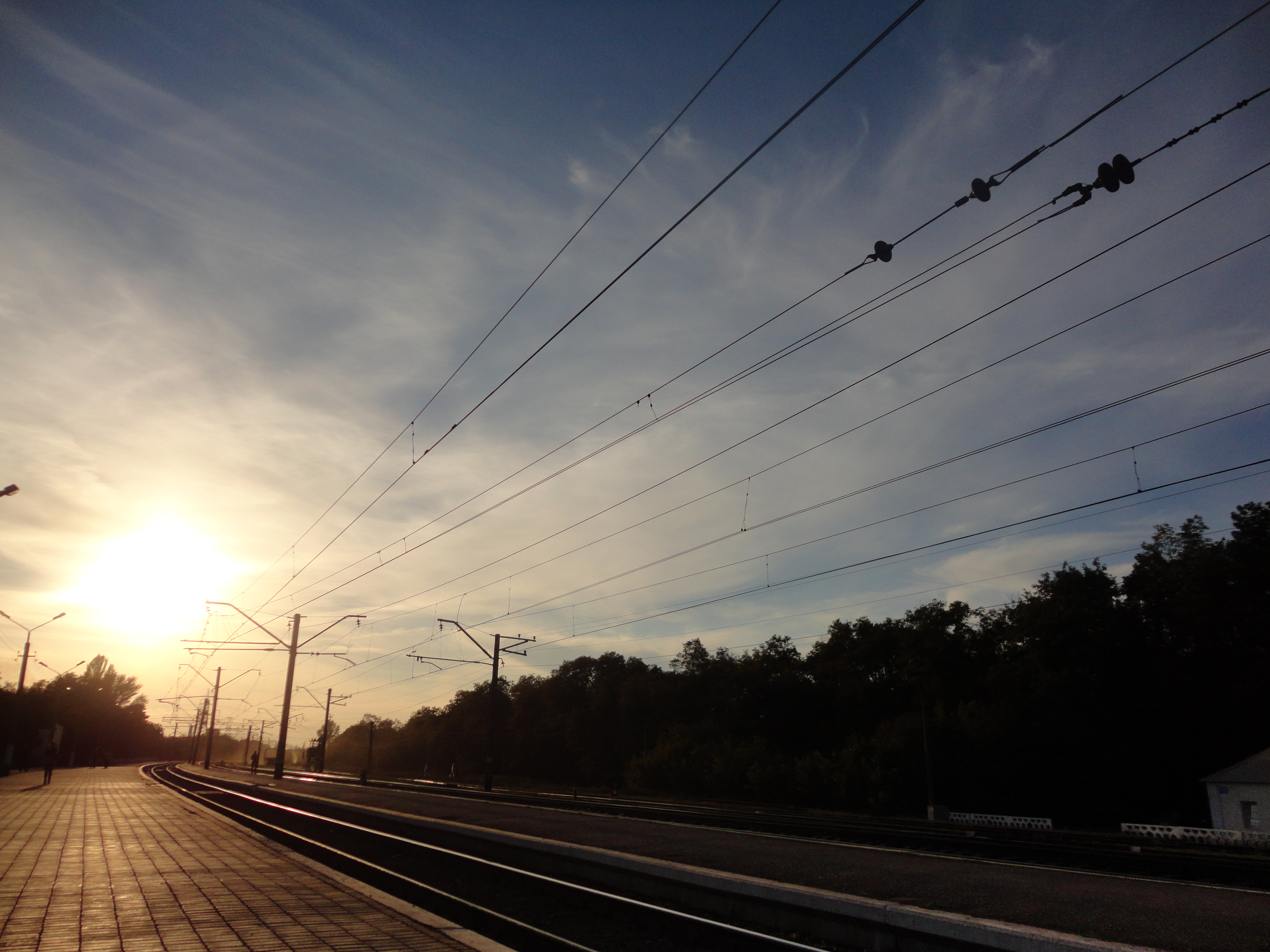
Платформи станції Макіївка
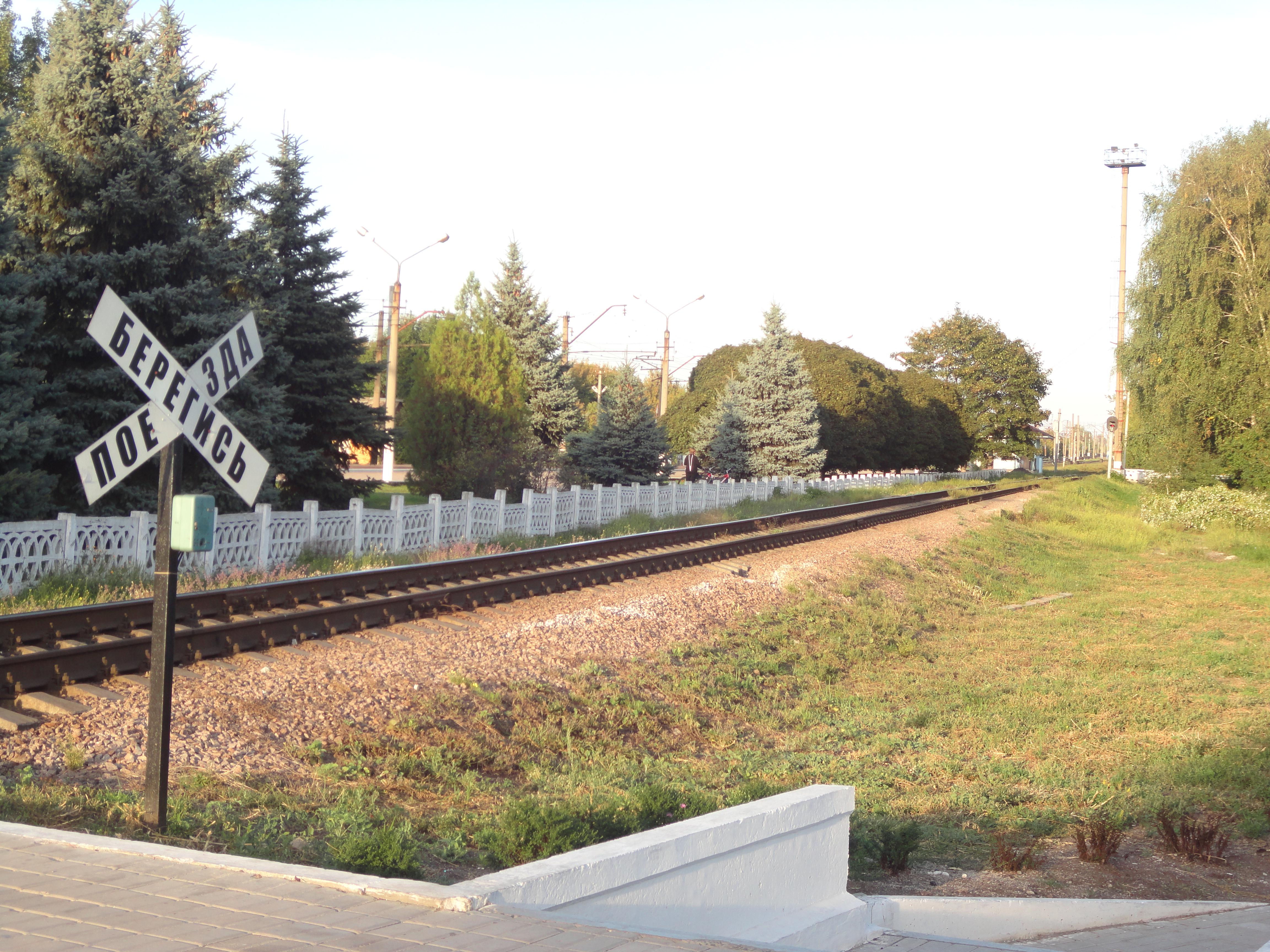
Станція Макіївка